# 完顏永功
完顏永功（1154年—1221年），原名完顏允功（完顏惟功），女真名完顏宋葛（廣孫），为金朝皇族，金世宗完顏雍的第五子。生母張元妃，同母兄完顏永中。
永功勇健，涉書史，好書畫。大定四年（1164年），以他為鄭王，後爲隋王、曹王。十五年（1175年），為刑部尚書。十八年（1167年），為大興府尹。二十三年（1183年），判東京留守、河間府尹、北京路|北京留守。二十五年（1185年），為御史大夫。次年，判大宗正事。二十九年（1189年），金章宗即位，為判平陽府事，為冀王，判濟南府事，山東西路把魯古世襲猛安。明昌二年（1191年），為判廣寧府事，進封魯王。承安元年（1196年），進封郢王，次年，判太原府事。泰和七年（1207年），改為西京留守，八年（1208年），判平陽府事。大安元年（1209年），為譙王，判中山府事。次年為越王。死後諡號忠簡。

## 传記資料
- 《金史》